# Chrysler Neon

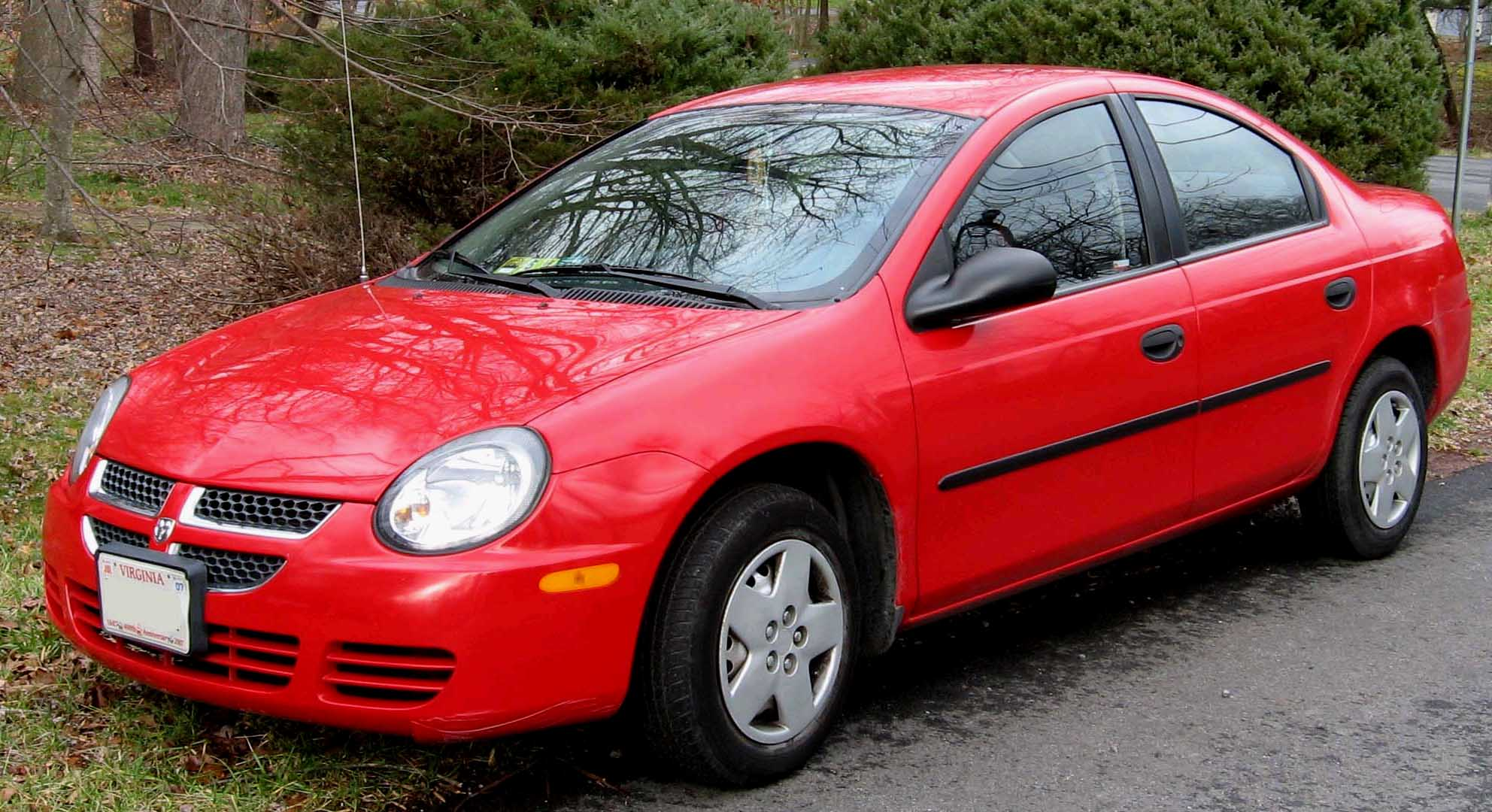
Dodge Neon, sista versionen, efter 2003 års ansiktslyft

Chrysler Neon var en bilmodell från Chrysler som presenterades 1994 (1995 års modell). Den tillverkades i två generationer fram till 2005. Generationsbytet kom med årsmodell 2000. Den största utseendemässiga skillnaden kom dock med 2003 års modell. I USA och Kanada såldes den som Dodge och (fram till 2001) Plymouth Neon (dessa märken ägs av Chrysler) men i Sverige och andra länder hette den Chrysler. 
Bilen var en framhjulsdriven och - med amerikanska mått - kompakt bil. Priset var lågt i USA men i Sverige var den betydligt dyrare och hade därför svårt att konkurrera med europeiska och japanska bilar. Första generationen fanns som fyrdörrars sedan och tvådörrars coupé; andra generationen fanns som fyrdörrars sedan. 
Robert Collin på Teknikens värld provkörde bilen 1994 och var övervägande positiv även om han tyckte den briste i kvalitetskänsla och baksätesutrymme. Jonas Borglund på samma tidning provkörde 1999 den nya generationen och skrev att "I förhållande till priset är Neon den sämsta moderna bil jag kört.". Bilen fick också kritik för dålig säkerhet. Insurance Institute for Highway Safety krocktestade bilen och skrev i sin rapport om kompaktbilar att "bilen är en katastrof ... Om säkerhet är en prioritet, är Neon en liten bil som bör undvikas".